# 亞當·塔加特
亞當·傑克·塔加特（英語：Adam Jake Taggart，1993年6月2日—）是澳大利亞的一位職業足球員，司職前鋒。他現時效力於日職球隊大阪櫻花，在這之前他曾分別效力於水原藍翼和布里斯班獅吼。2012年，他開始代表澳洲國家足球隊參加比賽。

## 生涯
泰加特於2011年1月在家鄉球隊珀斯光輝展開職業足球事業，翌年轉投紐卡素噴射機。
2014年6月加盟從英超降班到英冠的富咸，身價沒有透露，簽約三年。

## 外部連結
- Perth Glory Profile